# Malware
Malware (skadelig software) er en sammentrækning af de engelske ord malicious software (på dansk: "ondsindet programkode"). Det bruges som en fællesbetegnelse for en række kategorier af computerprogrammer, der gør skadelige eller uønskede ting på de computere, de kører på.
Malware kan fx også distribueres via hackede reklamenetværk, kaldet malvertising.

## Forskellige kategorier af malware
- En computervirus er et lille program, som forsøger at inficere andre programmer. Det er ofte skjult i et tilsyneladende harmløst program, da denne type malware skal aktiveres manuelt for at kunne indlede spredningen. Virusprogrammer kan være meget skadelige, f.eks. ved at slette vigtige data og/eller programfiler fra den inficerede computer.
- En makrovirus er et program, der udnytter det programmeringsmiljø, der findes i mange programmer til kontorarbejde: Et tekstbehandlings- eller regnearks-dokument kan på den måde udgøre en trussel mod computersystemet.
- En orm er omtrent det samme som en computervirus, blot med den væsentlige forskel, at en orm kan sprede sig selv fra maskine til maskine uden at blive aktiveret manuelt. Det foregår ofte ved at udnytte sikkerhedsbrister i operativsystemet eller browseren. En orm vil ofte medbringe en skadelig "last", på engelsk: payload(en), i form af et eller flere programmer, f.eks. en trojansk hest eller en computervirus. Flere orme, f.eks. Nimda-ormen Arkiveret 15. maj 2013 hos  Wayback Machine, har i deres payload en mailserver, der benyttes til at videresende ormen til eksempelvis de kontaktpersoner, som offeret har registreret i sit e-mail-programs adressebog.
- Adware er programmer, hvori div. reklamer vises mens programmet afvikles.
- Spyware undersøger typisk hvilke hjemmesider brugeren besøger, og hvilke søgeord han/hun bruger på world wide web, hvorefter det rapporterer tilbage til skaberen af programmet via internettet. Det er ofte nært belægtet med adware, og de indsamlede oplysninger bruges så til at målrette de reklamer, der vises for den pågældende bruger.
- Jokeware er programmer, som prøver at irritere brugerne på forskellige måder. For eksempel ved at styre en enkel brugers markør.
- En keylogger er et program, der registrerer, hvad der skrives på tastaturet. Det bruges til at spionere mod den bruger, hvis computer er inficeret med keylogger-programmet, oftest med henblik på at aflure passwords, kontonumre og andre følsomme oplysninger, når brugeren handler eller ordner bankforretninger via nettet. Oplysningerne kan blive gemt i en logfil på offerets computer og/eller automatisk blive sendt til en forudbestemt e-mail-adresse. Visse programmer til "forældrekontrol" Arkiveret 11. marts 2007 hos  Wayback Machine indeholder reelt også en keylogger beregnet på at overvåge børns brug af chatprogrammer mv..
- Ransomware er et relativt nyt fænomen (2005). Det er en art virus, hvis skadevirkning består i at kryptere brugerens data, hvorefter man præsenteres for en besked om, at man kan få "nøglen" til at afkode sine data mod at betale en løsesum.
- En dialer er et program rettet imod folk, der bruger et modem til at etablere forbindelse til internettet. Det ændrer i computerens indstillinger for brug af modemmet, så det i stedet for den vante internetudbyder ringer op til et andet telefonnummer ofte med store telefonregninger til følge.
- En trojansk hest er malware forklædt som noget harmløst. Den har fået sit navn fra Homers skildring af Odysseus' krigslist mod byen Troja. I it-sammenhænge er den indsmuglede "trojaner" eller payload ofte et serverprogram, som gør det muligt for andre at fjernstyre offerets computer. Det kalder man også at installere en bagdør. Adgangen kan f.eks. misbruges til at foretage denial-of-service-angreb mod andre systemer på nettet. Fjernstyringsprogrammet Back Orifice er et af de mest kendte payload-programmer i trojanske heste, selv om programmet i sig selv er lavet til legale formål.
- Et hoax (engelsk for "fupnummer") er en advarsel om en fiktiv virus eller anden malware, som sendes rundt, typisk via en kædebrevslignende e-mail, med det formål at få forskrækkede, ukyndige brugere til at slette en ellers nyttig fil fra deres computersystem – eller ganske enkelt for at drille.

Ofte bruges ordet "computervirus" i flæng om flere af de andre former for malware, fordi dette var den første type af malware. Derfor er antivirus-programmer sjældent begrænset til alene at bekæmpe vira, men sikrer også mod flere andre malware-kategorier.
Forvirringen bliver ikke mindre af, at malware ofte optræder som en kombination af flere af ovennævnte typer. F.eks. kan en orm laves, så den automatisk spreder sig til en computer, hvor den dropper en payload bestående af en keylogger og en trojansk hest med et fjernstyringsprogram. Når den trojanske hests payload bliver aktiveret, kan ormens ophavsmand så skaffe sig fjernadgang til offerets computer for at aflæse keyloggerens logfil.